# Walery Choroszewski
Walery Choroszewski (ur. 20 września 1922 w Wilnie, zm. 16 lutego 2010 w Londynie) – polski działacz emigracyjny, minister w Rządzie RP na uchodźstwie.

## Życiorys
W 1942 przedostał się do Wielkiej Brytanii, gdzie wstąpił do Polskiej Marynarki Wojennej i służył na ORP Piorun. Po wojnie pozostał na emigracji, w 1951 ukończył studia zawodowe w zakresie spedycji morskiej. W latach 1951–1959 pracował w Shipping and Forwarding Agency w Londynie, od 1959 prowadził własną firmę Odra Shipping Agency. W 1990 przeszedł na emeryturę.
Od lat 60. XX wieku angażował się w życie społeczne i polityczne emigracji. Był członkiem, a następnie wiceprezesem Niezależnej Grupy Społecznej. W 1965 został członkiem komitetu organizacyjnego Światowego Zjazdu Polski Walczącej organizowanego przez Egzekutywę Zjednoczenia Narodowego. W 1968 został jednym z sekretarzy Egzekutywy odpowiedzialnym za sprawy emigracji. Z ramienia NGS był członkiem V, VI, VII i VIII Rady Narodowej RP (1973-1991), w VI Radzie Narodowej był jednym z wiceprzewodniczących Prezydium. W listopadzie 1982 został ministrem spraw emigracji w trzecim rządzie Kazimierza Sabbata i pełnił tę funkcję do stycznia 1984. W latach 1989–1990 był ministrem informacji w drugim rządzie Edwarda Szczepanika.

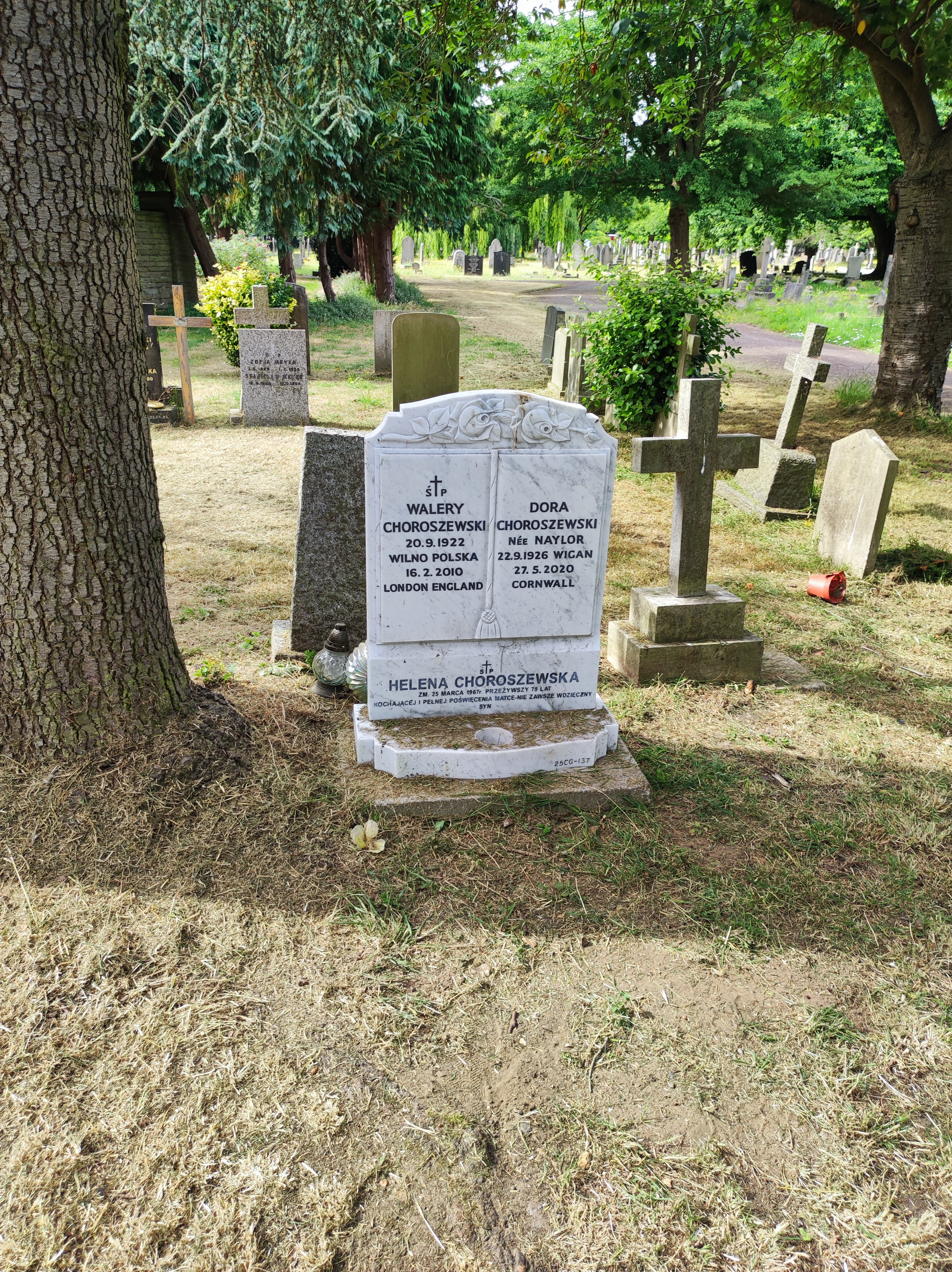
Grób Walerego Choroszewskiego

Został pochowany na North Sheen Cemetery (25 CG grób nr 137).

## Odznaczenia
- Krzyż Komandorski Orderu Odrodzenia Polski (1 stycznia 1984)[2]
- Krzyż Komandorski z Gwiazdą Orderu Odrodzenia Polski (2009, za wybitne zasługi dla niepodległości Rzeczypospolitej, za osiągnięcia w działalności państwowej i publicznej)[3]
- Krzyż Walecznych